# Associação de Futebol de Tonga
A Associação de Futebol de Tonga (em inglês: Tonga Football Association, ou TFA; em tonganês: Tonga Soka Vakavakaua) é o órgão dirigente do futebol em Tonga. Ela é a responsável pela organização dos campeonatos disputados no país, bem como da Seleção Nacional masculina e feminina.